# Taiwania
Taiwania is een botanische naam voor een geslacht in de cipresfamilie.

## Soorten
- Taiwania cryptomerioides
- Taiwania flousiana